# Закат на планете Земля (сборник)
«Закат на планете Земля» — сборник рассказов, повестей и эссе Святослава Логинова, опубликованный в серии «Библиотека мировой фантастики» издательства «АСТ» в 2009 году. По составу он значительно больше, чем выходившие прежде сборники произведений Логинова.

## Состав сборника
Основные принципы формирования сборника «Закат на планете Земля» — хронологический и тематический. Начинается он ранними рассказами, далее следует большой блок исторической фантастики, за ним — бытовая фантастика, социальная, научная, «деревенская». Заканчивается сборник большим эссе «Сослагательное наклонение» и повестью «Одиночка». В составе «Заката на планете Земля» есть как рассказы, уже являющиеся классикой русской фантастики, так и малоизвестные произведения, публиковавшиеся только в периодике. В сборнике полно отражены основные тенденции в творчестве Логинова.
К самым ярким в сборнике, по мнению рецензента В. Пузия, относятся историко-фантастические рассказы («Смирный Жак», «Быль о сказочном звере», «Миракль рядового дня», «Ганс Крысолов»), где дотошно воссозданный быт средневековья сочетается с фантастическим элементом. Например, «Миракль рядового дня» посвящён гуманизму в самом чистом смысле этого слова: автор ставит вопрос, сумеют ли понять друг друга, проникнуться бедами друг друга люди, живущие в разных столетиях, если судьба столкнёт их лицом к лицу.
Каждый текст в сборнике предварён авторским комментарием — в этих комментариях содержатся забавные реплики, излагается история написания тех или иных произведений, случаи из жизни, с ними связанные.

## Художественные особенности
В сборнике проявилась такая особенность творчества Логинова, как дотошная работа со словом. Для произведений писателя характерен богатый лексический запас, уместное использование жаргонизмов и диалектизмов, устаревших слов и простонародных фраз, порой создание неологизмов, например в научно-фантастических рассказах («Землепашец», «Высокие технологии»).
Логинов интересуется самыми разными направлениями в науке, переосмысливает их и использует как основу для своих произведений. Ему свойственно внимание к деталям, к быту героев. Его деревенские рассказы очень достоверны, вплоть до ощущения читателем своего присутствия в мире рассказов.